# Ruderman Family Foundation
Ruderman Family Foundation, Fundacja Rodziny Rudermanów – prywatna fundacja filantropijna założona w 2002 roku w Bostonie przez Jaya Rudermana, działająca na rzecz społecznej adaptacji osób niepełnosprawnych, a także wspierająca współpracę Izraela i środowisk żydowskich w Stanach Zjednoczonych. Jej terenem działania są USA i Izrael.
W swojej działalności organizacja skupia się na promowaniu zmian prawnych, ułatwiających funkcjonowanie w społeczeństwie osób niepełnosprawnych, popularyzacji problemów niepełnosprawnych w mediach, a także promowaniu technologii, które umożliwią prowadzenie samochodów osobom niepełnosprawnym. Od 2012 organizacja przyznaje nagrodę (Ruderman Prize) w wysokości 250 000 $ przedsiębiorstwom i organizacjom, które wprowadzają innowacje ułatwiające społeczną adaptację osobom niepełnosprawnym.

## Zarząd i siedziba Fundacji Rodziny Rudermanów
Przewodniczącym fundacji jest Jay Ruderman. Jego siostra Shira Ruderman kieruje działaniami fundacji w Izraelu. Działania fundacji wspiera międzynarodowy zespół doradców, składający się z 11 osób. Siedziba fundacji mieści się w Bostonie.

## Kontrowersje
W 2016 Fundacja Rodziny Rudermanów opublikowała film Me Before You, którego sparaliżowany bohater podejmuje decyzję o samobójstwie twierdząc, że jego życie jest pozbawione wartości. Kontrowersje budził zarówno drastyczny przekaz filmu, jak również fakt, że główną rolę zagrał Danny Woodburn – aktor pełnosprawny, który w mediach opowiadał o zagranej przez siebie roli.
21 lutego 2018 na portalu YouTube ukazał się opracowany na zlecenie Fundacji film, poddający krytyce polską nowelizację ustawy o Instytucie Pamięci Narodowej, uchwaloną przez Sejm RP 26 stycznia 2018. Film stanowił część kampanii społecznej, której celem miało być nakłonienie dyplomacji amerykańskiej do zerwania stosunków dyplomatycznych z Polską. Bohaterowie filmu wypowiadają słowa „Polish Holocaust” podkreślając zarazem, że liczą się z możliwością uwięzienia za wypowiedzenie tych słów. W tym samym dniu film został usunięty z internetu.